# 東部發電廠水簾機組
東部發電廠水簾機組，為一座位於臺灣花蓮縣秀林鄉水簾壩北岸山腹內的小型慣常式 - 川流式水力發電廠，鄰近龍澗發電廠，由臺灣電力公司東部發電廠所管轄，舊稱為水簾發電廠，後於2001年台電公司組織改造後，全名改名為台灣電力公司東部發電廠水簾機組。。

## 沿革
水簾機組最早是台電公司在1977年至1984年年間所進行的「木瓜溪水力發電擴建工程」計劃中的其中一座的水力發電廠，該發電廠工程由台灣大同公司承攬，廠內裝置一部大同公司製豎軸法蘭西斯式水輪機，並於1984年3月完工商轉。該廠由於初始設計時，便以無人遠端遙控式水力發電廠為前提，因此廠內僅架設簡易控制室一座，主要由位在龍澗機組旁的龍澗副控中心進行水簾機組發電機與水輪機的遠端遙控。
2001年5月，因應政府組織改造，「東部發電處」改組成「東部發電廠」，旗下多座發電廠亦改稱為發電機組，水簾發電廠也自此改稱為東部發電廠水簾機組，並且水簾發電廠也改為遠端自動化控制機組與水閘門開關，由「龍澗副控」作為遙控中心。

## 設施
水簾機組的發電用水來自於木瓜壩攔截木瓜溪溪水、龍鳳壩攔截木瓜溪兩支流龍溪、鳳溪之溪水，以及龍澗發電廠發電後尾水經由過水陸橋而來，廠內裝置一部豎軸法蘭西斯式水輪機，並搭配一部大同公司製造之無刷式同步發電機，裝置容量為9,500瓩（9.5MW），有效落差為69.6公尺，用水量為每秒16.68立方公尺。水簾機組發電後尾水則排放回木瓜溪上，再由水簾壩攔截，並供應下游的銅門機組、榕樹機組、初英機組發電之用。

### 機組
| 名稱   | 發電機型號                                                 | 水輪機型號                             | 機組數量 | 發電方式 | 有效落差（公尺） | 單一機組用水量（CMS） | 容量（MW） | 位置             | 商轉日期      | 狀態   |
| ------ | ---------------------------------------------------------- | -------------------------------------- | -------- | -------- | ---------------- | --------------------- | ---------- | ---------------- | ------------- | ------ |
| 一號機 | 中華民國大同公司製9,500 KW、18P 6.6KV 60HZ無刷式同步發電機 | 中華民國大同公司製豎軸法蘭西斯式水輪機 | 1        | 川流式   | 69.6             | 16.68CMS              | 9.5MW      | 花蓮縣秀林鄉龍澗 | 1985年4月30日 | 商轉中 |

### 管理
- 電廠名稱：東部發電廠水簾機組
- 管理單位：台灣電力公司東部發電廠
- 廠內編制：無（遠端遙控）

### 設施
- 廠房類型：地下圓筒式廠房
- 取水來源：木瓜溪主流，龍溪、鳳溪 - 木瓜溪支流（木瓜壩、龍鳳壩）
- 壓力鋼管：

## 圖集
|  |

### 廠區

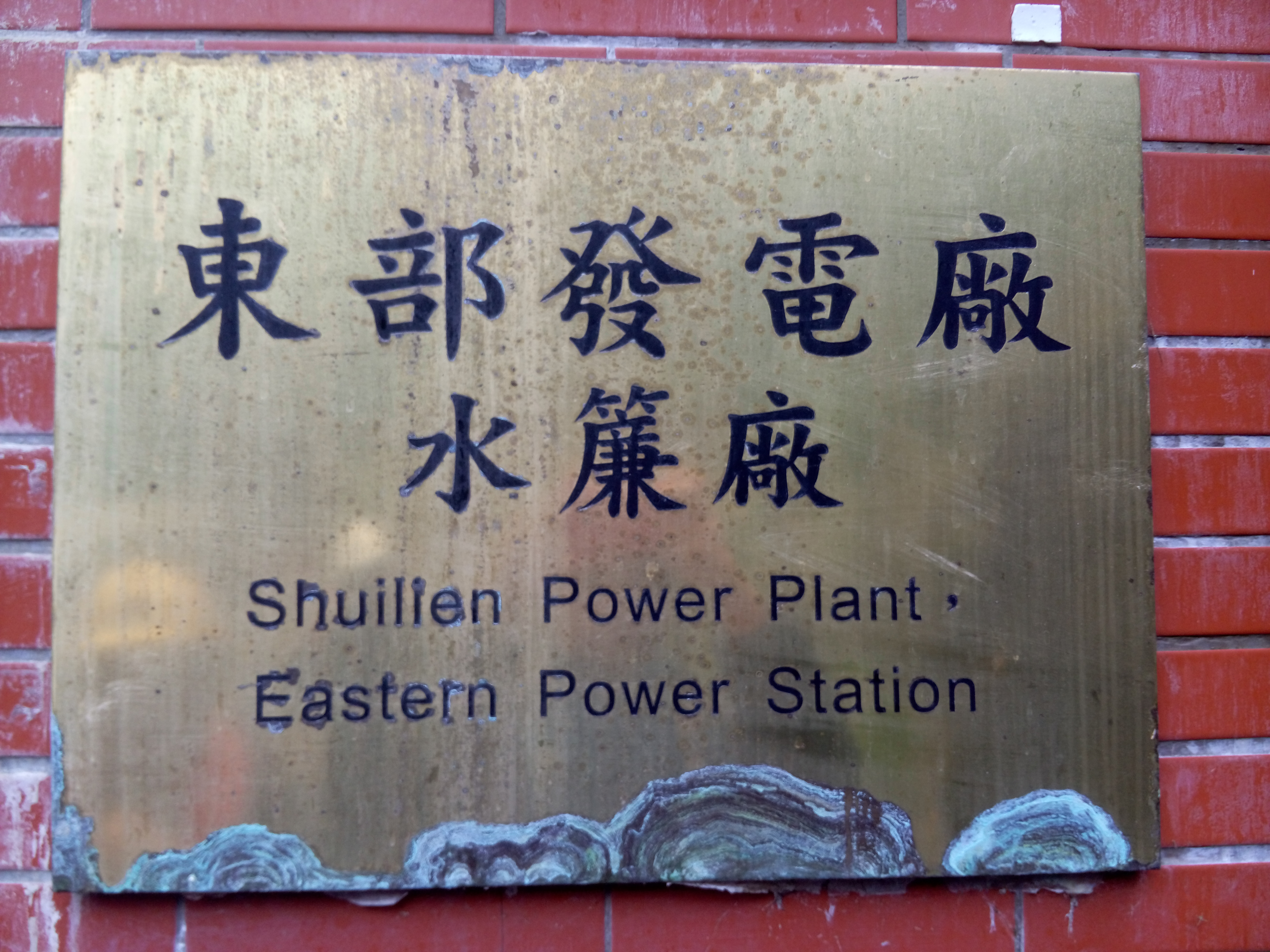
水簾機組大門門牌
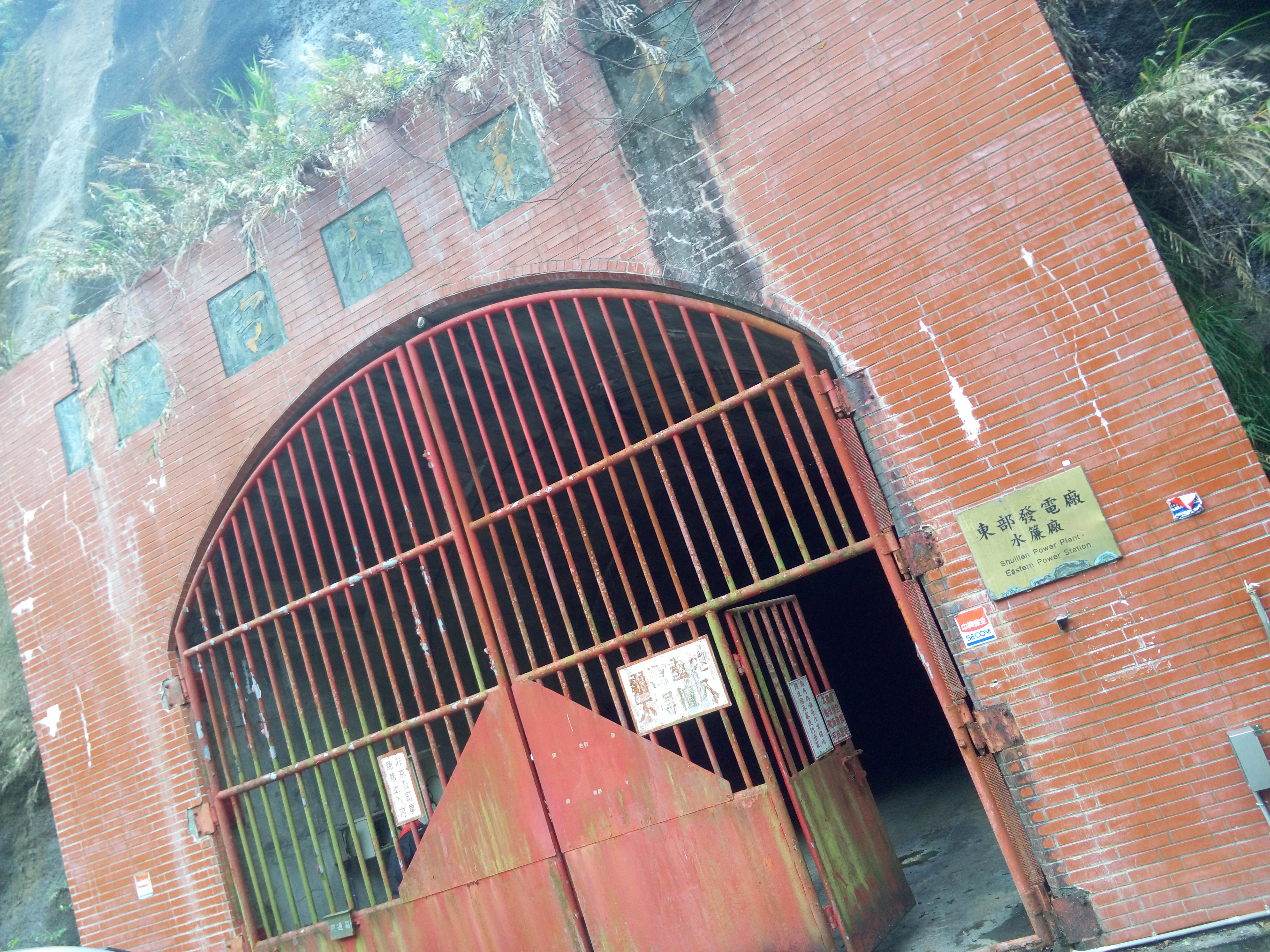
水簾機組廠房大門，由於水簾機組為地下化廠房，因此廠房入口以隧道形式呈現
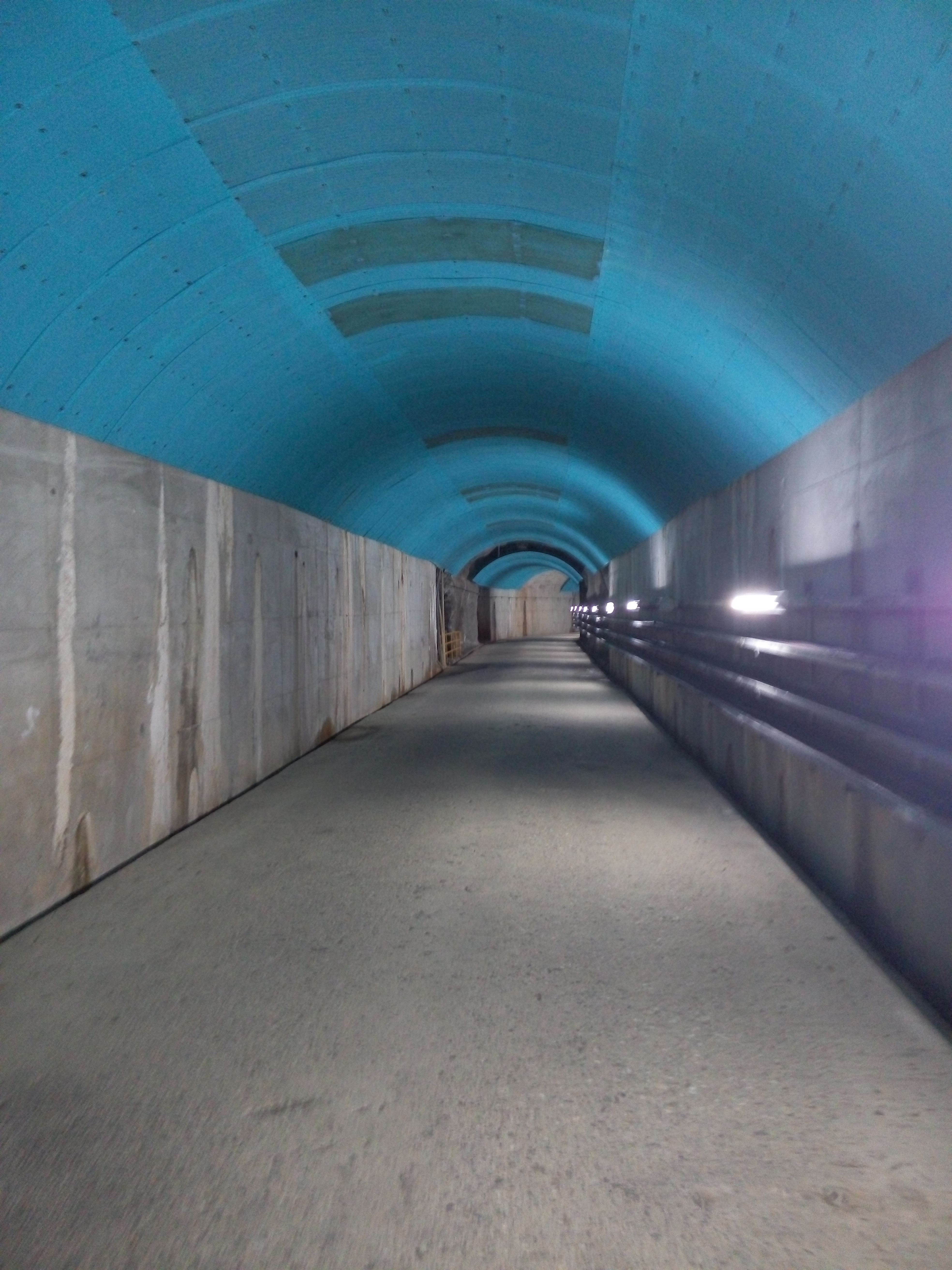
水簾機組入廠通道
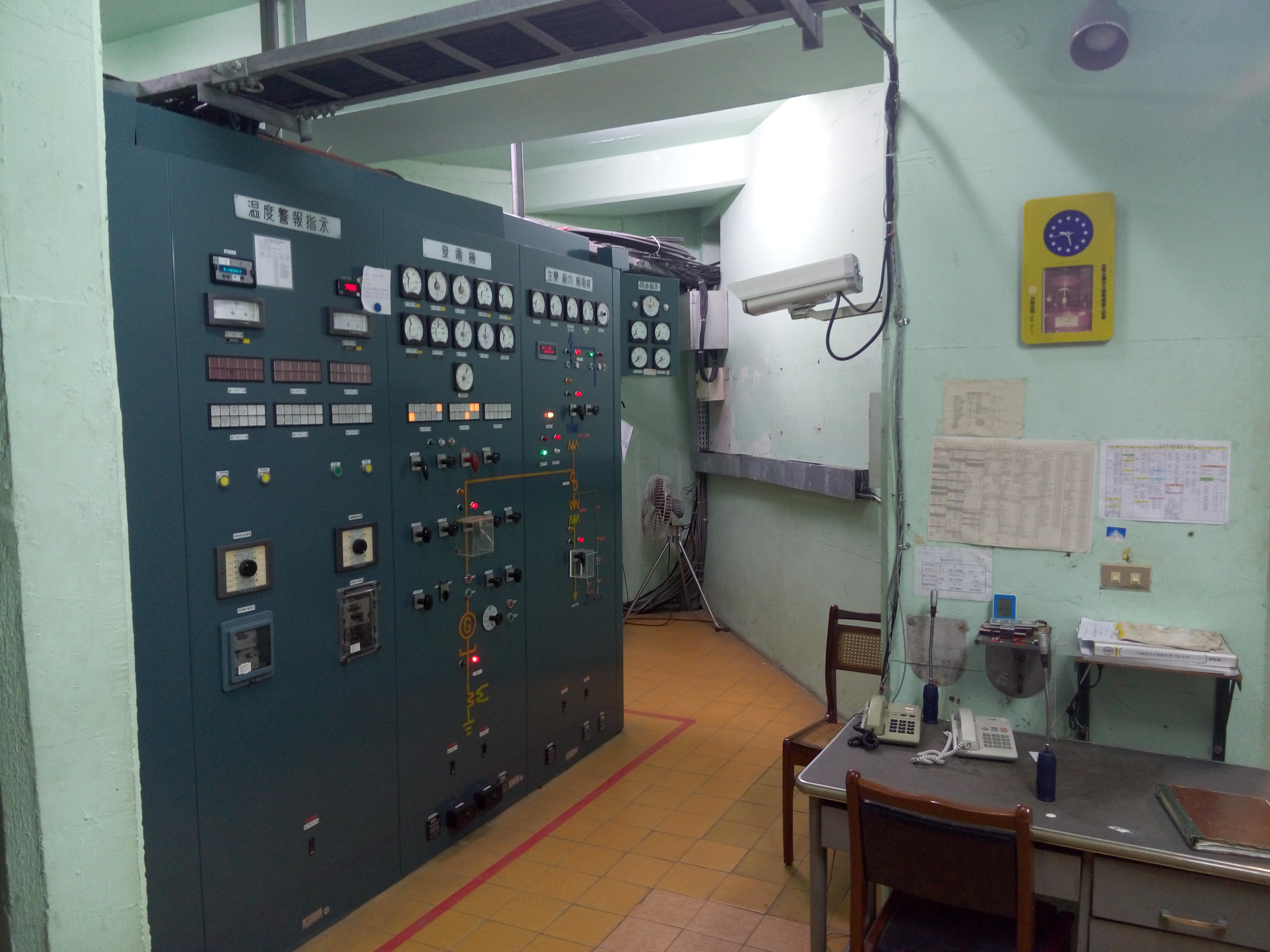
水簾機組簡易控制室
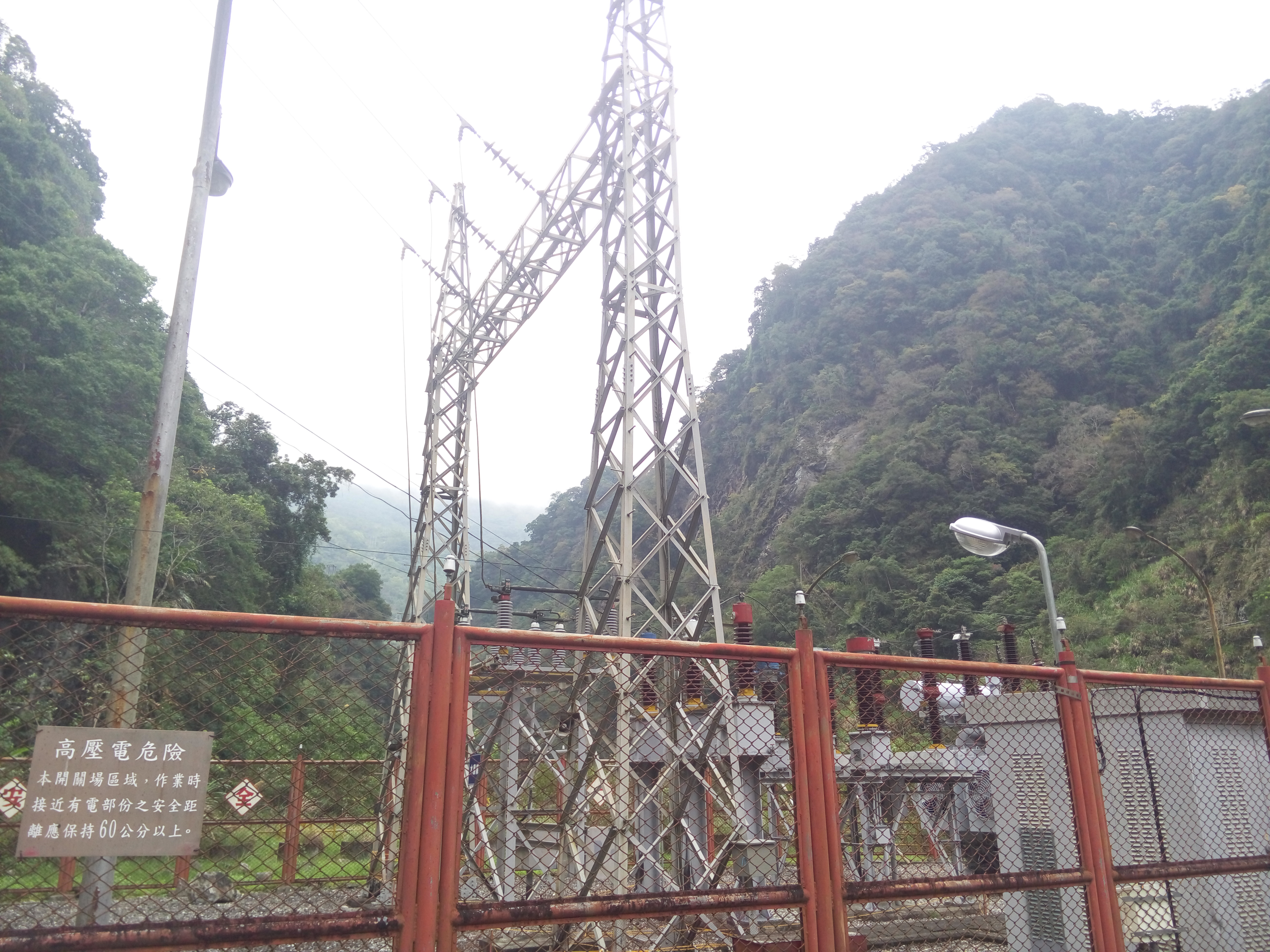
水簾機組開關廠

### 發電機

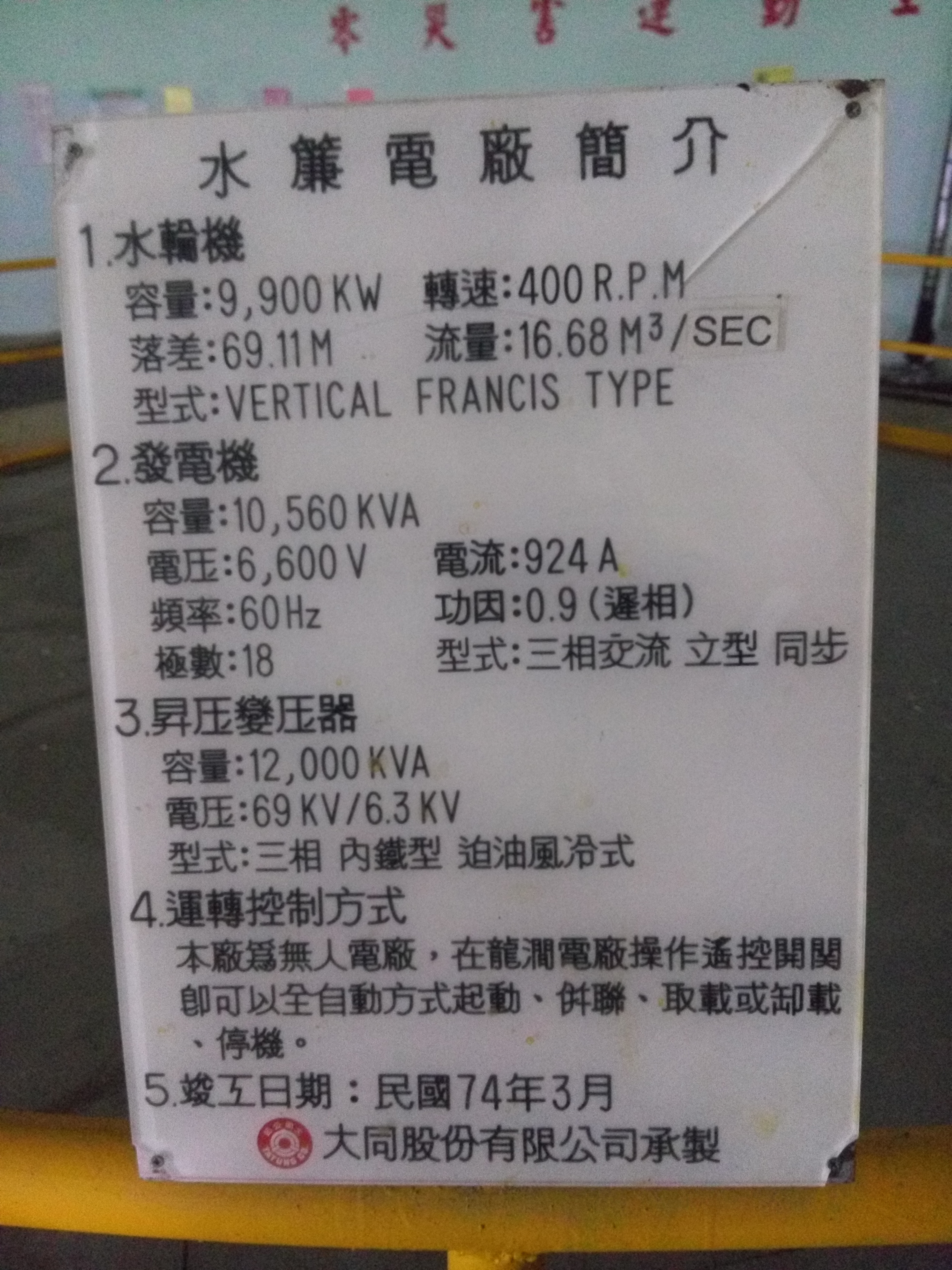
水簾機組水輪發電機介紹牌
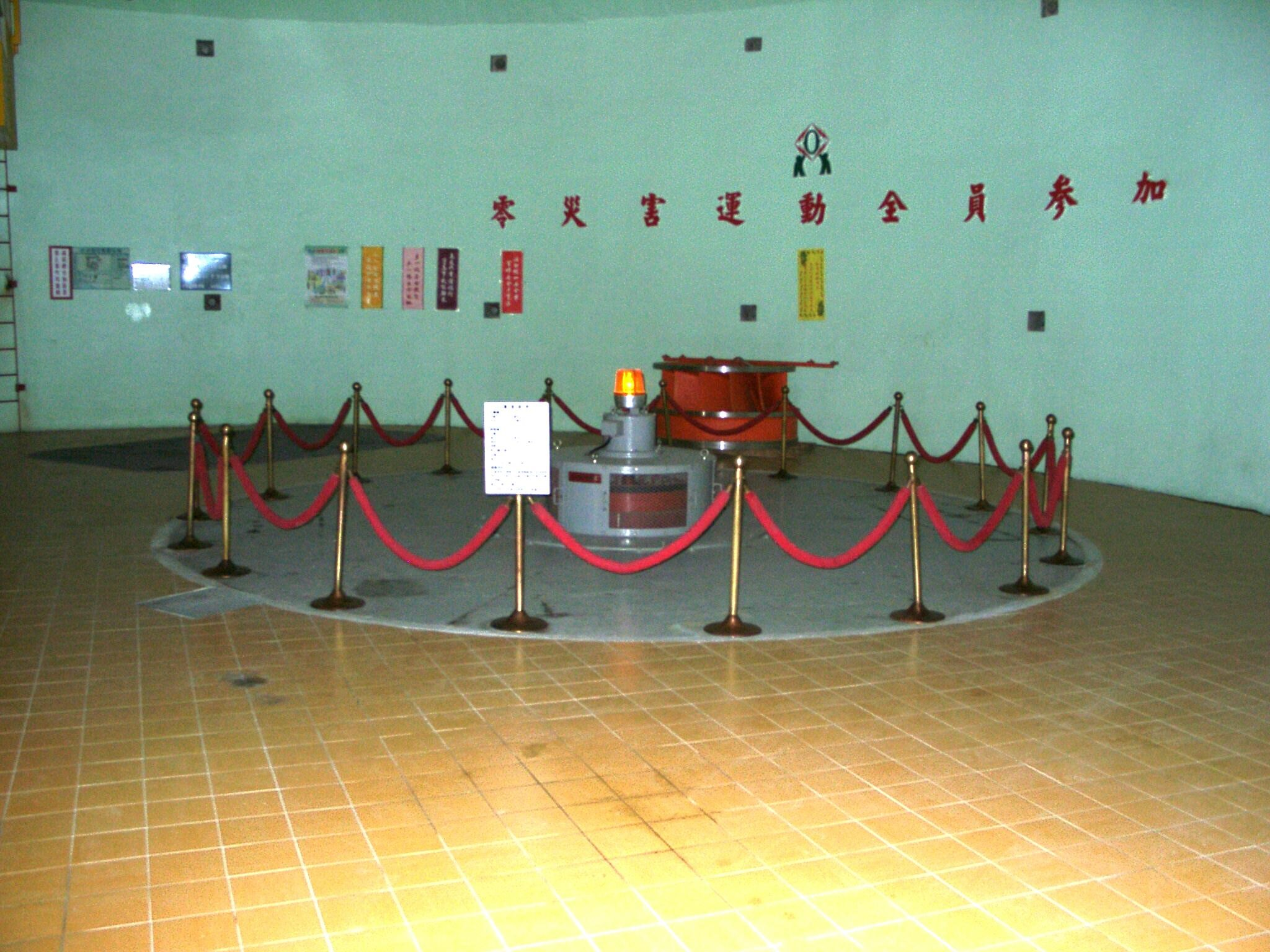
水簾機組發電機頂蓋
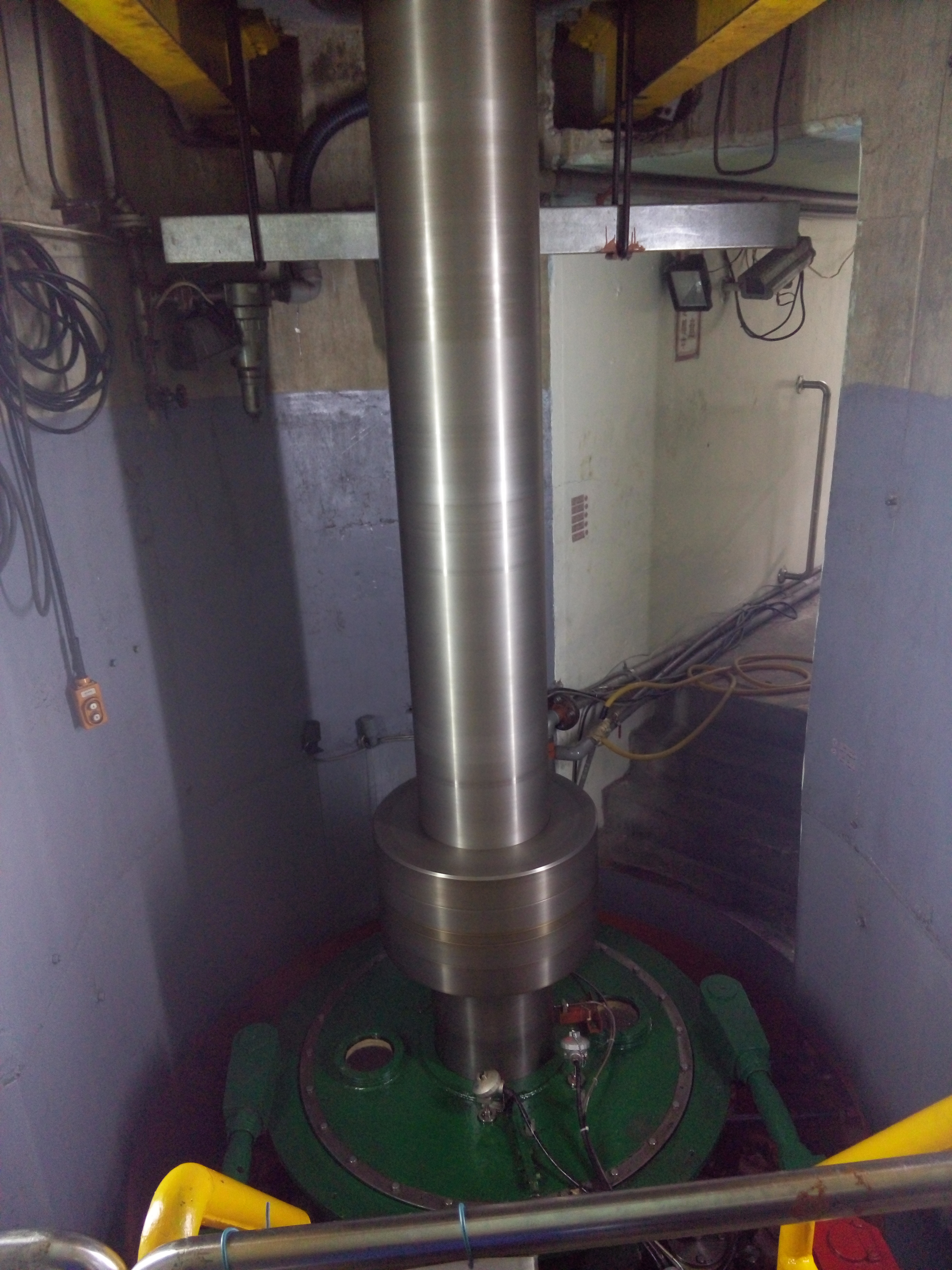
水簾機組軸承
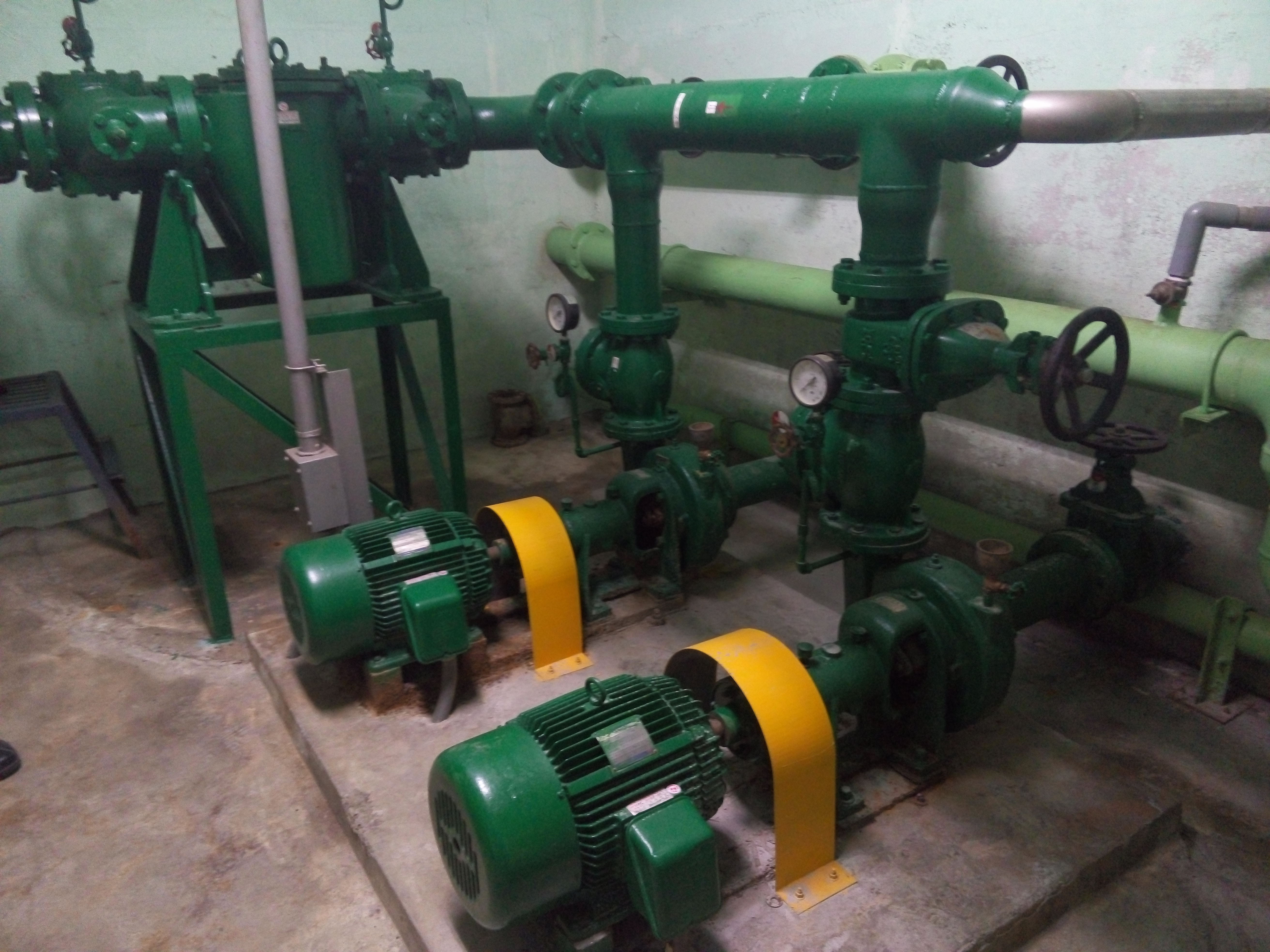
水簾機組發電機冷卻水系統

### 水輪機

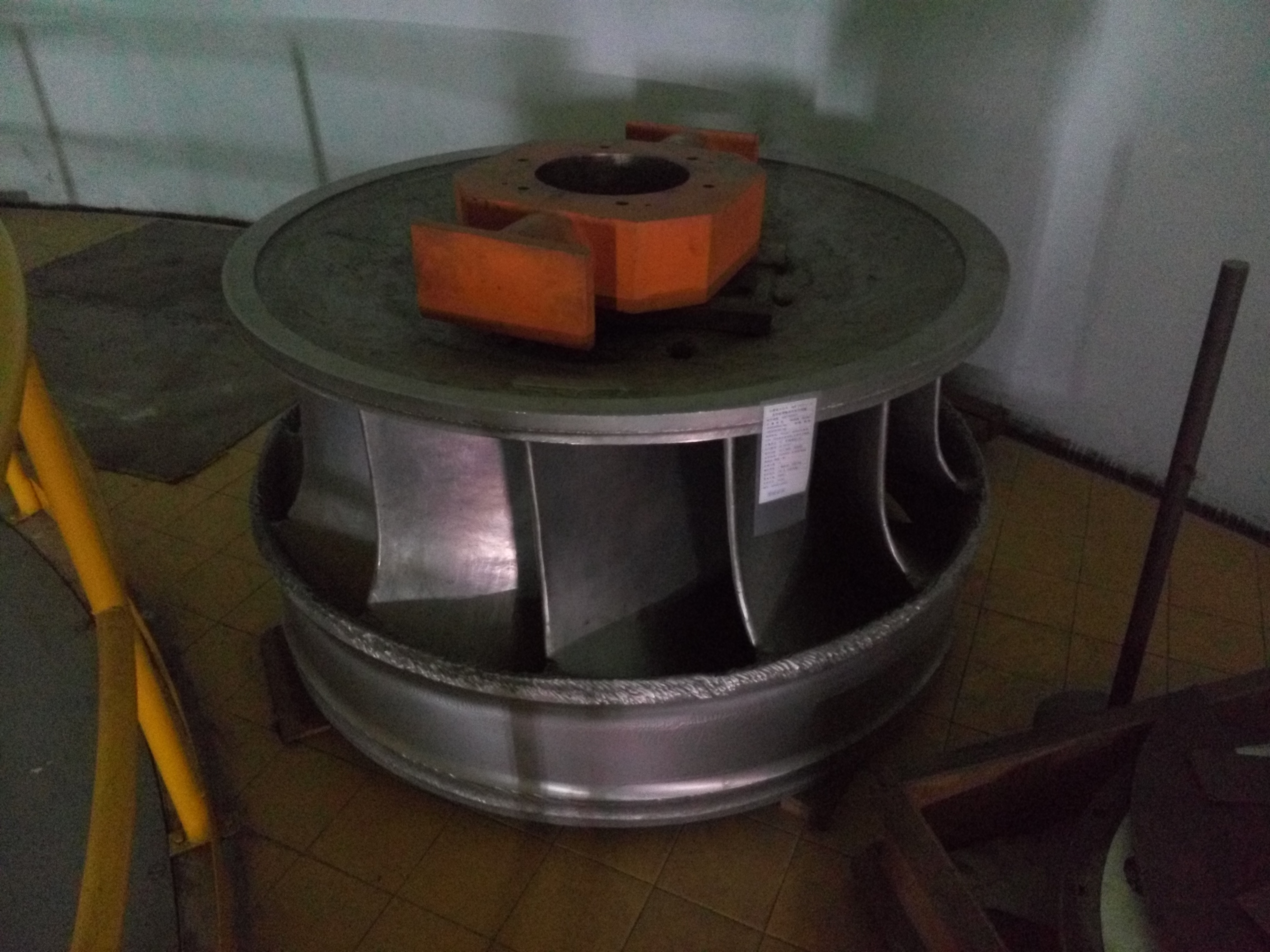
水簾機組水輪機動輪備品
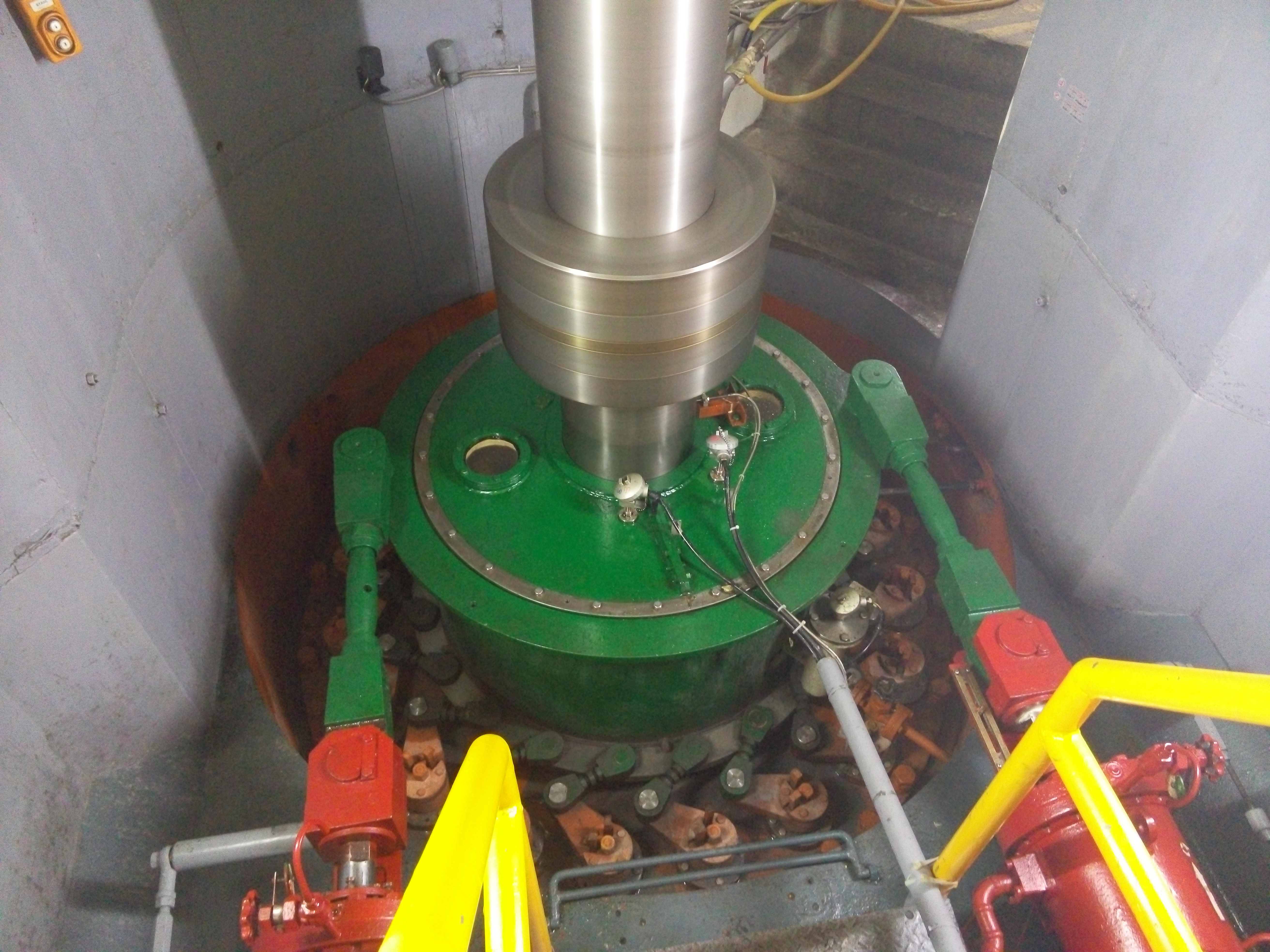
水簾機組水輪機與發電機之間的中間軸，下方為水輪機，上方為發電機
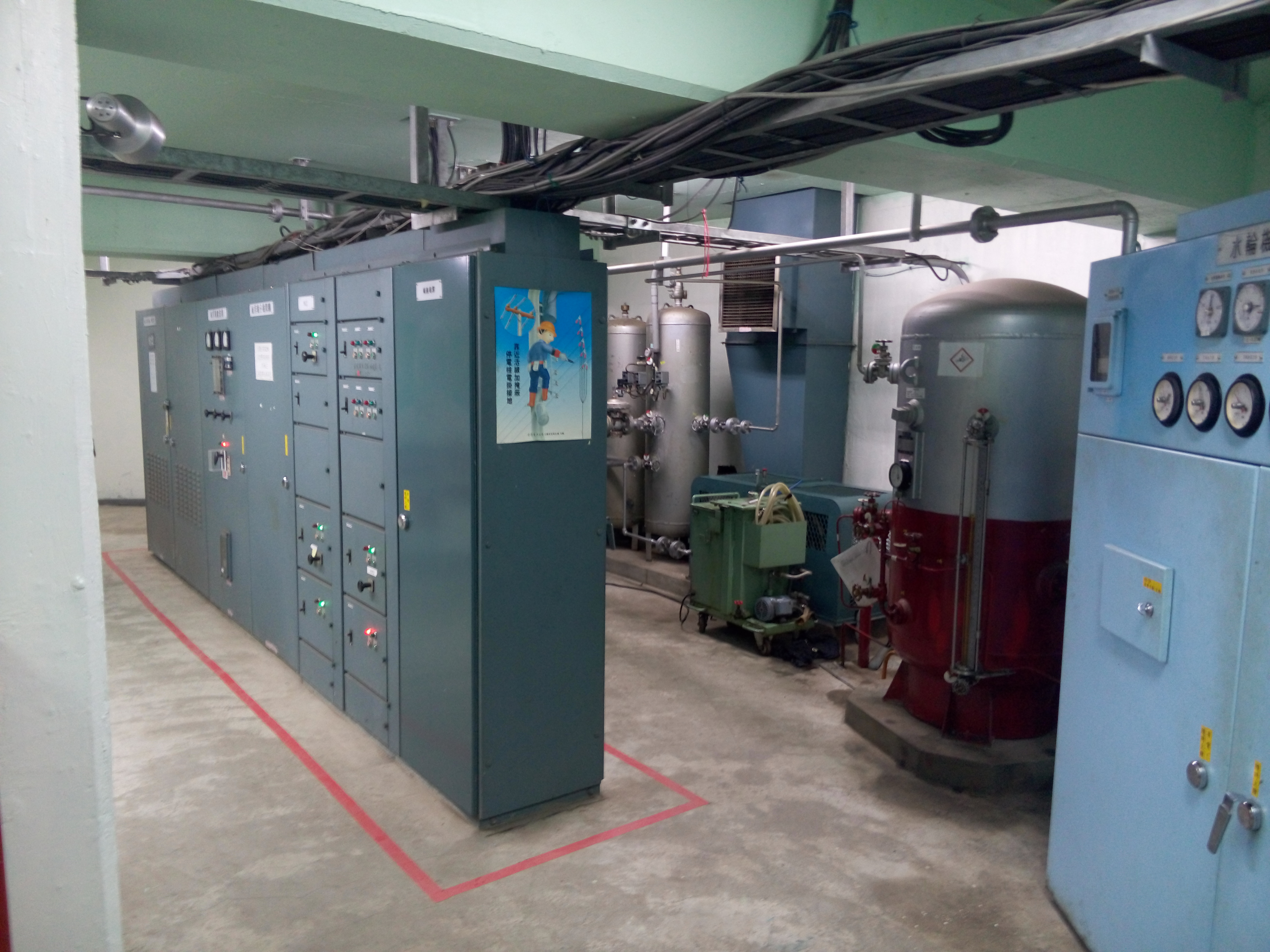
水簾機組油壓設備
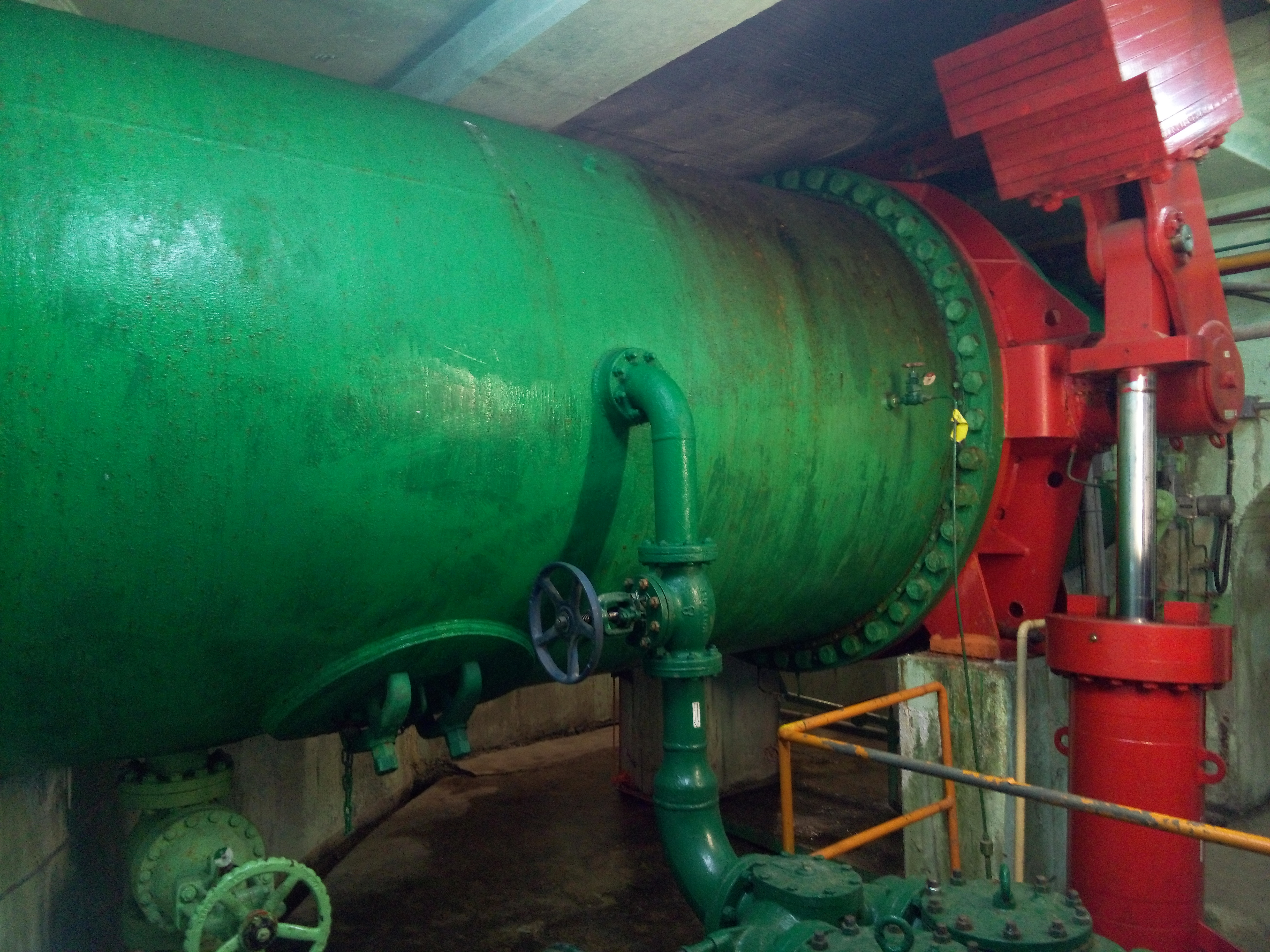
水簾機組水輪機主閥，紅色部分即為重槌，當主閥關下時，重槌即落下，主閥開啟時，便利用油壓設備將重槌提起
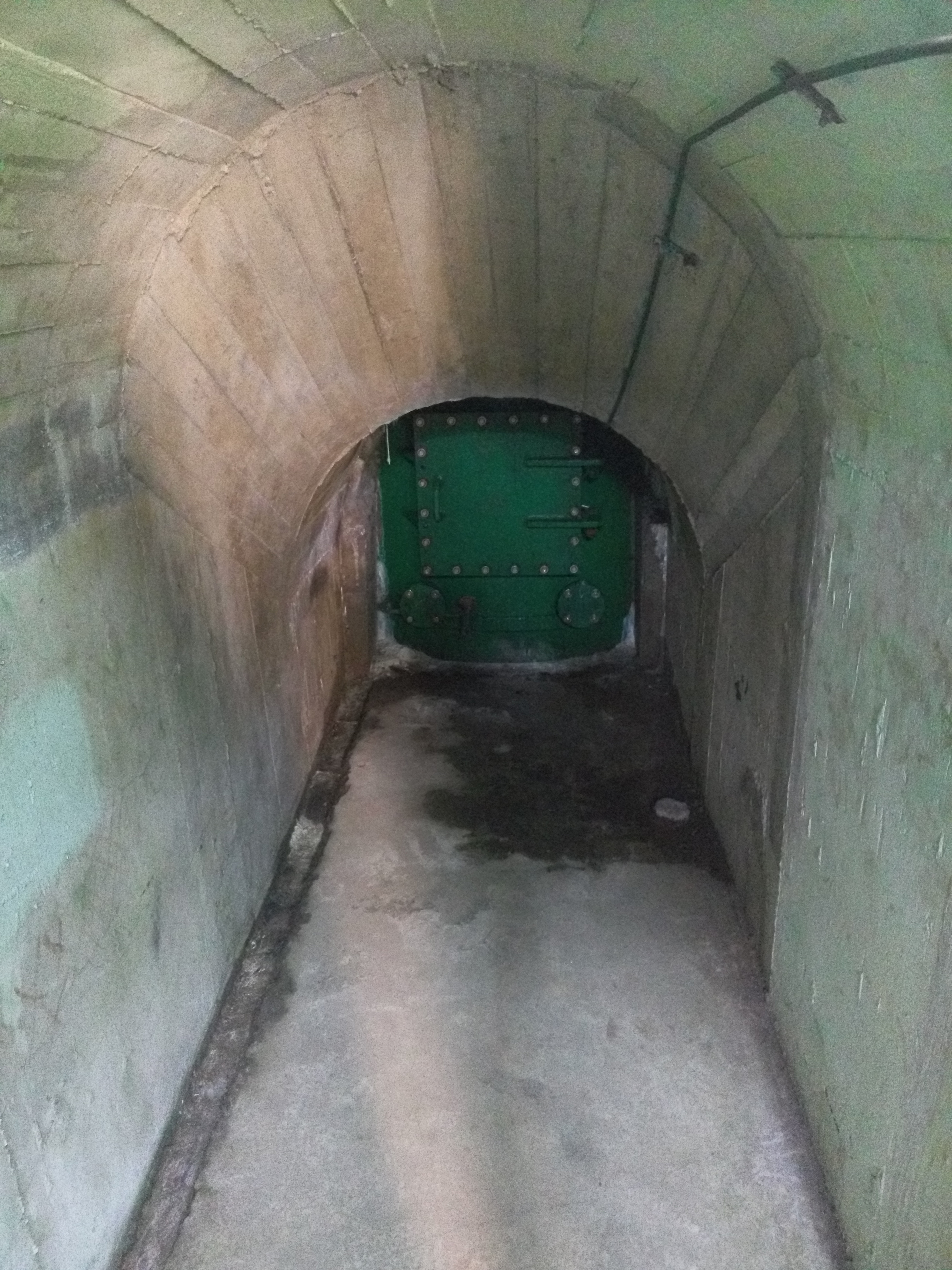
水簾機組水輪蝸殼維修孔

## 外部連結
- （繁體中文）東部發電廠簡介